# Kári Steinn Karlsson
Kári Steinn Karlsson (ur. 19 maja 1986 w Sheffield) – islandzki lekkoatleta, długodystansowiec, olimpijczyk.
Reprezentował Islandię na igrzyskach olimpijskich 2012 w Londynie w biegu  maratońskim. Bieg ukończył na 42. miejscu z czasem 2:18:47.

## Rekordy życiowe
Stan na 17.08.2016
| Dystans    | Wynik (s) | Miejsce   | Data             |
| ---------- | --------- | --------- | ---------------- |
| 5 000 m    | 14:01,99  | Palo Alto | 26 marca 2010    |
| 10 000 m   | 28:54,05  | Palo Alto | 5 kwietnia 2008  |
| 10 km      | 30:29     | Reykjavík | 9 lipca 2014     |
| półmaraton | 1:04:55   | Berlin    | 29 marca 2015    |
| maraton    | 2:17:12   | Berlin    | 25 września 2011 |